# Ciclos
Ciclos é um documentário brasileiro de média-metragem, dirigido por Rafael Saladini e Pedro Dumans.
O filme, de aproximadamente 50min, conta a história do recorde mundial de distância percorridos em voo livre entre o ponto de partida e de chegada, que foi obtido no dia 14 de novembro de 2007 por 3 brasileiros (Frank Brown, Rafael Saladini e Marcelo Prieto). Eles percorreram 461,8 km após decolarem da cidade de Quixadá no Ceará e pousarem no Maranhão

## Sinopse
"A cidade de Quixadá, no sertão nordestino, é considerada um dos melhores lugares do mundo para voos de longa distância. Na primavera de 2007, um grupo de parapentistas brasileiros embarcou em uma tentativa inédita de quebrar juntos o recorde mundial de distância livre. Ciclos é um convite ao mundo encantador do voo livre, revelando a perspectiva, as sensações e a luta para quebrar dois recordes sulamericanos e o sonhado recorde mundial."

## Festivais
2009 - Les Icares du Cinema;

## Prêmios
- 2009 - 9ª Mostra Internacional de Filmes de Montanha - Rio de Janeiro - ganhou os prêmios de melhor filme no júri popular e no júri oficial[3].
- 2010 - Les Icares du Cinema - ganhou o prêmio de Melhor Conquista Esportiva[4]